# Tatort: Das schwarze Haus
Das schwarze Haus ist ein Fernsehfilm aus der Krimireihe Tatort, der am 16. Oktober 2011 auf Das Erste erstgesendet wurde. Es ist der 21. Fall für die  Konstanzer Hauptkommissarin Klara Blum, dargestellt von Eva Mattes. Für ihren Kollegen Kai Perlmann, dargestellt von Sebastian Bezzel, ist es der 17. Fall des Ermittlerteams.

## Handlung
Der Maler Martin Neumann, Vorsitzender des Kulturzentrums „Kulturfabrik“, wurde auf seinem Bauernhof mittels eines Stromschlags ermordet, verursacht durch einen manipulierten Stromkasten. Seine Leiche wird vom erfolgreichen Krimiautor Ruben Rath aufgefunden, der ebenfalls im Vorstand der Kulturfabrik ist. Während Kommissar Kai Perlmann Rath befragt, sucht Klara Blum, die Leiterin der Ermittlungen, die junge Kellnerin Susanne Gauss in der Kulturfabrik auf. Die junge Frau saß Neumann am Abend seiner Ermordung Modell. Blum wird Zeugin von Streitereien zwischen der Galeristin Simone von Sallari, dem Komponisten Thomas Backhausen und dem Schriftsteller Peter Jeschke. Weiter findet die Kommissarin heraus, dass Neumann Susanne Gauss sexuell belästigt hatte und es zu Handgreiflichkeiten gekommen war.
Kurze Zeit darauf wird Simone von Sallari tot aufgefunden. Der Hochsitz der Hobbyjägerin wurde angesägt, sie stürzte in die Klingen einer darunter platzierten Egge. Die beiden Opfer verband ein sexuelles Interesse an der hübschen Susanne Gauss, weswegen diese in Verdacht gerät, mit den Taten zu tun zu haben. Klara Blum findet heraus, dass die junge Frau ein Verhältnis mit Raths Sohn Ferry hat, der am Asperger-Syndrom leidet. Beide versuchen, ihre Beziehung vor dem kontrollbesessenen Vater Ferrys zu verheimlichen.
Nachdem sich die Kommissarin in Raths Krimis eingelesen hat, erkennt sie, dass die Taten nach dem Muster der Morde in seinen Romanen begangen worden sind. Nun beginnt ein Wettlauf mit der Zeit, da es noch einen weiteren Band gibt und ein drittes Opfer befürchtet wird. Bei den angestellten Nachforschungen geraten Ruben Rath und Thomas Backhausen, der Finanzvorstand der Kulturfabrik, ins Visier der Ermittlungen. Da die Spuren am Tatort Sallari auf Backhausen hinweisen, wird er in Untersuchungshaft genommen, muss jedoch nach kurzer Zeit wieder entlassen werden. Wenig später stirbt er bei der Explosion einer manipulierten Gasflasche, einer Mordmethode, die Rath in seinem dritten Roman beschrieben hat.
Als eines Nachts auf Rath geschossen wird, verfehlt ihn die Kugel nur knapp. In seinem vierten, bisher noch unveröffentlichten Buch geht es um die Taten eines Scharfschützen. Der Schriftsteller wird daraufhin unter Polizeischutz gestellt. In der Zwischenzeit finden die Kommissare bei einer Hausdurchsuchung heraus, dass Peter Jeschke, Ex-Finanzvorstand und erfolgloser Krimiautor, der als Aushilfe in der Kulturfabrik arbeitet, der Mörder ist und Ruben Rath sein nächstes Opfer sein soll. Als sie auf Raths Anwesen eintreffen, bedroht Jeschke im Bootshaus den anderen Schriftsteller mit dem gestohlenen Gewehr der getöteten Simone von Sallari. Er hat auch Ferry Rath in seiner Gewalt. Es kommt zu einem Handgemenge, bei dem Jeschke von Ferry mit einer Nagelpistole erschossen wird.
Jeschke, der es nicht ertragen konnte, immer im Schatten des erfolgreichen Autors Rath zu stehen, wollte sich dafür rächen, dass seine Werke von den Mitgliedern des Vorstandes der Kulturfabrik nicht geschätzt wurden. Er wollte, nachdem er die Morde begangen hatte, selbst ein Buch verfassen und war sich sicher, dass das Buch mit dem Untertitel Nach authentischen Fällen ein Erfolg sein würde.

## Hintergrund
Der Film wurde von Maran Film und dem Südwestrundfunk produziert. Die Dreharbeiten fanden vom 23. Februar 2010 bis 26. März 2010 statt. Die Drehorte waren neben Konstanz auch Baden-Baden, Reichenau und die Villa Wolf in Radolfzell, in der bereits zum dritten Male für den Tatort gedreht wurde. Zuvor war sie unter anderem im Konstanzer Fall Der Schächter aus dem Jahr 2003 zu sehen. Als Filmmotiv für Simone von Sallaris Haus diente das denkmalgeschützte Wohnhaus des Architekten Egon Eiermann in Baden-Baden.
Christoph Nix, der Intendant des Stadttheaters Konstanz, erhielt eine Nebenrolle als Campingplatzverwalter.

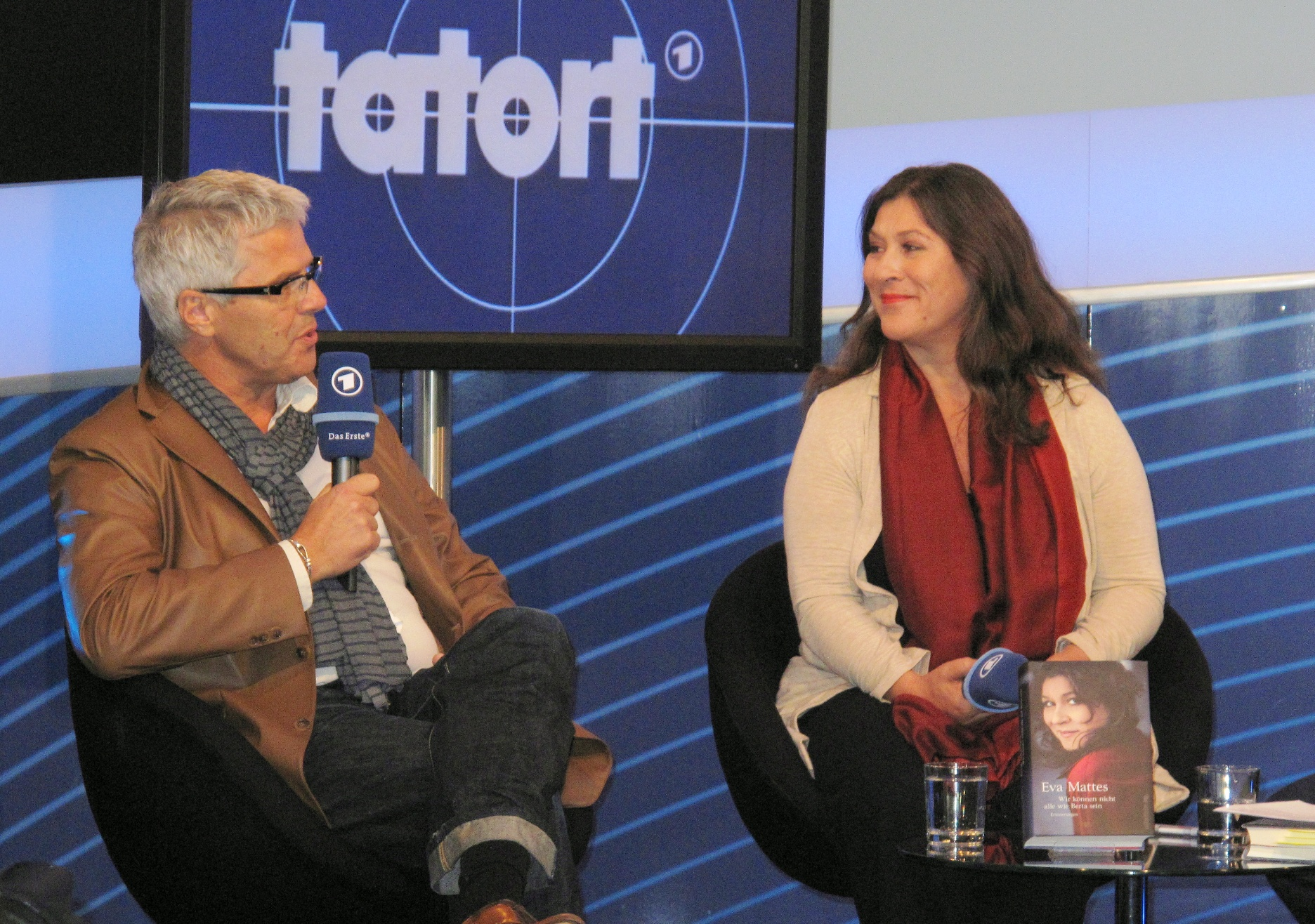
Der verantwortliche Redakteur Ulrich Herrmann und Eva Mattes beim Filmgespräch auf der Frankfurter Buchmesse 2011

Das schwarze Haus wurde am 3. Oktober 2011 in der Reihe 16:9 beim Filmfest Hamburg uraufgeführt und ebenfalls noch vor der Fernsehausstrahlung auf der Frankfurter Buchmesse präsentiert.

## Rezeption

### Einschaltquoten
Die Erstausstrahlung von Das schwarze Haus am 16. Oktober 2011 wurde in Deutschland insgesamt von 8,98 Millionen Zuschauern gesehen und erreichte einen Marktanteil von 24,8 Prozent für Das Erste; in der Gruppe der 14- bis 49-jährigen Zuschauer konnten 2,83 Millionen Zuschauer und ein Marktanteil von 18,2 % erreicht werden.

### Kritik
„Ein Serienkiller geht um am Bodensee. So perfide die Tötungsarten, so schräg das Muster: Hier tötet einer nach dem Vorbild der Romane eines Krimiautors. Einen mittelprächtigen Ermittlerkrimi mit einer allzu offensichtlichen Gemenge-Lage aus ausgedachten Mordmotiven und vorgeschobenen Verdächtigungen hat Thomas Bohn da zusammengeschraubt für Eva Mattes. Fazit: Krimi-Ware von der Stange – auch für Fritz Wepper & Co geeignet!“

„Ein gewiefter Autor, eine gute Story und ausgezeichnete Schauspieler – im Grunde waren alle Zutaten für einen spannenden Krimi vorhanden. Doch es fehlte wohl der Mut, diesen Blum-‚Tatort‘ effektvoller umzusetzen.“

„‚Das schwarze Haus‘ ist leider ganz und gar kein guter Krimi geworden. Dafür ist der Film schlicht und ergreifend viel zu langweilig.“

„Auch in diesem ‚Tatort‘ verfolgt man gebannt die Ermittlungen von Blum und Co., tappt bis kurz vor Ende im Dunkeln. Bestechend gut sind auch die Darsteller, allen voran der 27-jährige Newcomer Jonathan Müller […]. Auch Annika Blendl beeindruckte mit ihrer Darstellung der sehnsüchtigen Dorfschönheit Susanne. Eva Mattes und Kai Perlmann warfen sich gewohnt trocken ihre Bälle zu. Besonders originell waren ihre Frotzeleien über illegales Angeln und Dauer-Rasen allerdings nicht.“